# Rothia tricolora
Rothia tricolora är en fjärilsart som beskrevs av Bethune-Baker 1909. Rothia tricolora ingår i släktet Rothia och familjen nattflyn. Inga underarter finns listade.